# Disfuncția realității
Disfuncția realității (1996) (titlu original The Reality Dysfunction) este un roman science fiction scrise de Peter F. Hamilton, fiind prima carte a trilogiei Zorii nopții. A fost urmată de Alchimistul neutronic și Zeul adormit. A apărut mai întâi în Marea Britanie la Macmillan Publishers pe 26 ianuarie 1996, prima ediție americană (împărțită în două volume, Emergence și Expansion) fiind lansată în iulie și august 1997 la Time Warner Books. A doua ediție americană, publicată de Orbit Books în octombrie 2008, a fost lansată într-un singur volum.
În unele țări, cartea a fost împărțită în trei (Franța, România) sau patru volume (Italia). De obicei, primul volum este traducerea lui "Emergence".

## Cadru
Acțiunea romanului are loc în secolele XXVI-XXVII. Primul capitol acoperă aproximativ treizeci de ani, iar restul cărții se petrece între anii 2610 și 2611.
O scurtă cronologie prezentată în anexă acoperă perioada viitorului rasei umane, de la stabilirea pe Lună și deschiderea spațiului pentru exploatare comercială până la înființarea Confederației. În esență, omenirea s-a divizat în două, adamiștii și edeniștii. Edeniștii posedă gena afinității, care le permite comunicarea telepatică între ei și cu construcțiile, precum și folosirea construcțiilor bio-tehnologice (sau 'bitek'), incluzând nave spațial vii, simțitoare (șoimii de vid) și habitate spațiale enorme. Edeniștii au un standard de viață net superior adamiștilor, oameni 'clasici' care folosesc tehnologii mecanice și cibernetice și au implanturi (incluzând 'nanonice neurale', componente computerizate aflate în creier, care permit mărirea memoriei, acces la surse de divertisment și controlarea navelor stelare) pe care le utilizează pentru a-și atinge scopurile. Adamiștii resping bitekurile din motive religioase și culturale, dar se va dovedi că unele persoane care lucrau pentru guvernul pământean au descurajat folosirea bitekurilor de teamă să nu își piardă abilitatea de a influența dezvoltarea omenirii. Totuși, unii adamiști folosesc bitekuri, cum ar fi 'șoimii negri', ființe spațiale avansate similare șoimilor de vid edeniști, dar având capacități de luptă îmbunătățite.
Adamiștii sunt împărțiți între numeroase națiuni. Cea mai mare și mai populată este Govcentral, un amalgam de foste țări pământene și inelul său orbital format din 974 de asteroizi locuiți, cunoscut sub numele de Haloul O'Neill, cu o populație de peste patruzeci de miliarde. Pământul a fost răvășit de încălzirea globală, distrugerea stratului de ozon, oprirea curenților oceanici și otrăvirea suprafeței apei cu dioxid de carbon, forțând omenirea să se retragă sub domuri vaste numite arcologii. Alte state notabile includ Regatul Kulu, alianța comunistă Lună-Marte, Imperiul Oshanko, New Washington, New California și Srinagar.
Edeniștii locuiesc în lumi care orbitează în jurul gigantelor gazoase, pe care exploatează Heliu-3, forța care pune în mișcare economia edenistă. Heliul-3 este necesar pentru reactoarele de fuziune care produc energia pentru toate sistemele electrice, inclusiv cea necesară pentru călătoria interstelară în tranzit temporal zero. Există 8.310 habitate, dintre care 4.250 orbitează în jurul lui Jupiter și 268 în jurul lui Saturn. Consensul Jovian este al doilea cel mai populat stat-membru al Confederației, cu peste nouă miliarde de locuitori, dar are de departe cel mai înalt standard de viață.
În ciuda diferențelor culturale, ideologice și religioase (edeniștii sunt atei), edeniștii și adamiștii conlucrează în cadrul Confederației, care dorește realizarea unui comerț interstelar regulat, prevenirea războiului și împiedicarea folosirii antimateriei, cea mai temută armă de distrugere în masă la vremea aceea. În 2610, în confederație există 862 de planete și 12.370 de asteroizi independenți locuiți.
Omenirea a întâlnit doar trei rase extratere: Jiciro, o rasă aflată la stadiul revoluției industriale, pe care Confederația o urmărește discret; Tyrathca, o specie insectoidă care s-a refugiat din fața distrugerii lumii sale de către o novă; Kiint, o specie incredibil de avansată și de veche care a adoptat o politică condescendentă de non-interferență cu afacerile umane, dar ajută ocazional cercetările științifice de interes comun. Kiintii ocupă doar o planetă și nu au nave stelare, susținând că au trecut peste nevoile economice și că mai trăiesc doar pentru a învăța mai multe despre univers. Confederația a descoperit și ruinele unei rase cunoscută sub numele de Laymil, care pare să fi comis un suicid rasial cu circa două mii de ani înainte de începutul romanului, pentru motive necunoscute.

## Intriga
Disfuncția realității începe în anul 2581 cu războiul dintre două lumi, Omuta și Garissa, pentru peste trei sute optsprezece asteroizi bogați în minerale, cunoscuți ca Dorado. Conflictul se intensifică în cursul câtorva luni și se zvonește că Garissa a realizat o armă de distrugere în masă, numită 'Alchimistul'. Misiunea de punere în funcțiune a Alchimistului, care folosește nava Beezling și doi însoțitori, este interceptată de mercenari cu șoimi negri. Două nave scapă, dar sunt grav avariate și departe de orice sistem stelar. Dr. Alkad Mzu, creatoarea Alchimistului, supraviețuiește atacului. La puțin timp după aceea, Omuta aruncă cincisprezece bombe cu antimaterie pe Garissa, transformând planeta într-un teritoriu nelocuibil și omorând majoritatea celor nouăzeci și cinci de milioane de locuitori. Confederația impune o blocadă de 30 de ani asupra Omutei și guvernul este obligat să demisioneze.
Cu câteva milioane de ani înainte, condițiile extrem de rare de pe luna care orbitează în jurul unei gigante gazoase dintr-o galaxie îndepărtată a permis crearea unei forme de viață capabilă să 'transceandă' către o stare de energie pură, Ly-cilph. Reprezentanții acesteia au devenit un exploratori ai universului, hotărâți să afle tot ce se poate despre timp și spațiu și, după eoni, au ajuns în galaxia Calea Lactee.
Șoimul de vid edenist Iasius revine pe Saturn pentru a muri, însoțit, conform tradiției, de alți șoimi de vid și chiar de un șoim negru, Udat. La coborâre, celelalte nave îi energizează ouăle bitek, care sunt depuse să incubeze în inelele lui Saturn. După câteva luni, când ouăle au devenit destul de mari, copiii căpitanului lui Iasius, Athene, sunt așezați înăuntrul lor, astfel încât nava și căpitanul să experimenteze copilăria împreună. creând o legătură de iubire indestructibilă. Nava care crește din oul energizat de Udat, Oenone, devine cea mai remarcabilă din noua generație de șoimi de vid, iar căpitanul ei, Syrinx, cea mai curajoasă. Ca mulți edeniști, Syrinx și Oenone se oferă voluntari pentru a servi în Marina Confederației, dar distrugerea navei soră Graese (condusă de fratele lui Syrinx, Thetis) de către o navă adamistă (numită Dymasio) cu ajutorul antimateriei, o va determina pe Syrinx să privească mai îndeaproape cultura adamistă. Terminându-și serviciul în Marină, ea va trece la transportul de mărfuri.
Un grup de coloniști de pe Pământ sosesc pe lumea de frontieră Lalonde. Suprapopulat cu zeci sau sute de milioane de oameni înghesuiți în domuri numite arcologii, Pământul este un loc de pe care locuitorii visează să evadeze către lumile virgine aflate în cer. Lalonde se află în prima etapă a colonizării, fiind murdară, coruptă și cu nivel scăzut al tehnologiei. Ultimii coloniști, majoritatea proveniți din arcologiile Pământului, votează pentru o societate pacifistă și sigură. Ei sunt duși cu un vas cu aburi de-a lungul fluviului Juliffe pentru a forma un nou oraș, Aberdale. Printre coloniști se află familia Skibbow, al cărei cap, Gerald, este încântat de ideea de a deveni fermier, în timp ce fiica lui adolescentă, Marie, vrea să revină pe Pământ cu prima ocazie. Un alt colonist este preotul creștin Horts Elwes și, alături de toți, se află o mulțime de 'trivi', criminali de pe Pământ condamnați la muncă în colonii pentru a-și ispăși greșelile. Un fapt pe care autoritățile nu îl știu este că unul dintre trivi, Quinn Dexter, este membrul unei secte adoratoare a diavolului, Frații Luminii, și este dotat cu o sumedenie de implanturi care nu au fost detectate. Curând, Dexter va prelua comanda tuturor trivilor cu ajutorul ritualurilor sataniste, încercând în același timp să devină agreabil în ochii coloniștilor, dar acțiunile lui nu îl păcălesc pe supervizorul așezării, Powel Manani. În aceeași perioadă, Ly-cilphii ajung pe Lalonde și studiază așezarea Aberdale, devenind interesați de faptul că Părintele Elwes se dovedește capabil de a-i vedea, deși puține specii pot așa ceva.
Joshua Calvert este un locuitor al Seninătății, unul din cele cinci habitate bitek independente, care orbitează în jurul gigantei gazoase Mirchusko. Seninătatea a fost înființată pentru a studia Inelul Ruinelor, rămășița unui habitat extraterestru care, aparent, s-a autodistrus cu două mii de ani în urmă. El a fost creat de Regatul Kulu, dar, când fondatorul său, Michael Saldana, a ales să accepte gena afinității și să o transmită copiilor săi, a fost excomunicat din Regat, iar conducătorii săi au fost dezmoșteniți. De atunci, Seninătatea a devenit un paradis fiscal, o bază de încredere pentru zborurile șoimilor negri și un loc de afaceri pentru Confederație. Calvert a moștenit de la tatăl său o navă de comerț, Lady MacBeth, dar aceasta a fost grav avariată într-un incident necunoscut (Calvert inventează câteva povești despre acest incident pe parcursul romanului, toate false. Incidentul este explicat ulterior în povestirea 'Escape Route' din culegerea A Second Chance at Eden) și nu mai este funcțională. Calvert visează să facă o mare descoperire în Inelul Ruinelor pentru a-și finanța reparațiile și are noroc, descoperind un artefact intact care conține informații despre suicidul rasei Laymil. Totuși, decodificarea informațiilor cere timp, iar Calvert vinde artefactul pentru aproape șapte milioane șase mii de fuzidolari, reparându-și nava și începându-și cariera de căpitan comercial. De asemena, se implică într-o relație amoroasă cu Ione Saldana, actuala conducătoare a Seninătății.
Tot în Seninătate se află Dr. Alkad Mzu, care a fost prizonieră în acest habitat pentru aproape treizeci de ani, fără a se explica modul în care a scăpat din situația în care se afla la începutul romanului. Mzu este ținută sub supravegherea atentă a unei jumătăți de duzină de agenții majore ale Confederației, pentru a se asigura faptul că nu vor fi împărtâșite altcuiva cunoștințele despre Alchimist. Periodic, Mzu discută cu diferiți căpitani despre scoaterea ei de pe planetă, deși știe că tentativa ei va fi zădărnicită de Ione Saldana. Ea le cere ajutorul atât lui Calvert, cât și lui Meyer, comandantul navei Udat, dar ambii o refuză după intervenția lui Saldana.
Pe Lalonde, Dexter descoperă un grup de oameni care se ascund în junglă, conduși de Laton, un edenist căutat pe întreg teritoriul Confederației pentru faptele sale reprobabile. Cu peste treizeci și cinci de ani în urmă, acesta a încercat să preia controlul habitatului Jantrit folosind un virus care îi amenința existența. În haosul care a urmat, habitatul a fost distrus și mai bine de un milion de oameni au murit. Marina Confederației crede că l-a ucis pe Laton, dar acesta a scăpat și s-a refugiat în sălbăticia de pe Lalonde. Impresionat de resursele lui Dexter (dar scârbit de religia lui), Laton îi oferă acestuia un loc în organizația sa, al cărei scop este descoperirea adevăratei nemuriri. Știind că alternativa este moartea, Dexter se preface că acceptă, dar Laton își dă seama de asta și îi înscenează un evenmiment prin care locuitorii din Aberdale să își dea seama că trivii sunt sataniști. În haosul care urmează, mulți dintre acoliții lui Dexter sunt omorâți, supraviețuitorii prinzându-l pe Powel Manani și sacrificându-l într-unul dintre ritualurile lor. În acest moment, observatorii Ly-cilphi detectează un curent energetic ciudat care părăsește corpul lui Manani, îndreptându-se către o falie din continuumul spațiu-timp. Pornind pe urmele curentului pentru a-l explora, Ly-cilphii descoperă că acesta se scurge într-un vacuum energetic. Incapabili să mai iasă de acolo, Ly-cilphii intră în hibernare la jumătatea drumului dintre cele două dimensiuni, ceea ce permite ciudatelor forme de energie să vină în universul nostru.
Câteva dintre entitățile stranii preiau controlul asupra lui Dexter și a acoliților săi, într-un efect de 'posedare'. Capabile să apeleze puteri din alte lumi, cum ar fi aceea de a controla și altera materia și de a arunca puternice fulgere albe de foc în jur, ele preiau rapid controlul asupra localității Aberdale și a reședinței lui Laton, punând locuitorii să aleagă între posedare și moarte. Părintele Elwes reușește să fugă în savană împreună cu majoritatea copiilor, dar nu înainte ca posedații să îi împărtășească un secret teribil: entitățile sunt sufletele oamenilor care au murit, prinse de zeci, sute sau mii de ani în vidul absolut, în care singura metodă de petrecere a timpului este hrănirea cu amintirile și experiențele altora. Și există miliarde de asemenea suflete aflate în întuneric, dornice să scape.
În momentul posedării, Laton reușește să lanseze un puternic SOS folosind afinitatea, care ajunge la singurii doi edeniști de pe planetă, o percehe de agenți. Pornind pe fluviu pentru a investiga problema, cei doi sunt neutralizați de posedați, dar reușesc să-i informeze pe Ralph Hiltch (șeful Agenției de Securitate Externă Kulu de pe Lalonde) și pe Kelven Solanki (din Marina Confederației) despre pericol, dar nu și despre natura acestuia. Problema răspândindu-se rapid pe planetă, guvernatorul autorizează recrutarea de mercenari pentru a înăbuși ceea ce el consideră o 'revoltă a trivilor'. Dar, fără știința guvernatorului, câțiva posedați s-au infiltrat deja în capitala Durringham și s-au îmbarcat la bordul unor nave care să îi ducă spre alte lumi.
Una dintre aceste nave este Lady MacBeth. Calvert a avut ideea genială de a transporta legendarul lemn dur de pe Lalonde, mayope, pe planeta pastorală Norfolk, care nu folosește nicio tehnologie. Ideea pare nebunească, dar îi dă lui Calvert posibilitatea să intre pe piața 'Lacrimilor lui Norfolk', cea mai dorită băutură din galaxie. Joshua începe o relație cu Louise Kavanagh, fiica tânără și naivă a partenerului lui de afaceri, Grant. Deși pentru el e doar o distracție, Louise se îndrăgostește și, din cauza lipsei măsurilor contraceptive de pe planetă, rămâne însărcinată. Din nefericire pentru Norfolk, pasagerul adus de Calvert de pe Lalonde este Quinn Dexter.
Syrinx și Oenone ajung pe Atlantis, singura planetă colonizată de edeniști (și, deloc surprinzător, acoperită în întregime de un vast ocean), căutând fructe de mare pe care să le schimbe pe Norfolk pentru Lacrimi. În timpul șederii pe insula Pernik, Syrinx începe o relație cu edenistul Mosul, fiul patriarhului și gardianului familiei care se ocupă cu afacerea pescuitului. Mosul și Syrinx semnează un contract de afaceri, în timp ce posedații conduși de Laton se infiltrează pe Atlantis. Ei preiau controlul insulei Pernik și plănuiesc să o posedeze pe Syrinx, sperând ca astfel să o poată poseda și pe Oenone. Syrinx e capturată și torturată ca preludiu al posesiei, dar planul e dejucat când Laton, care a avut vreme să studieze sufletul care îl poseda, reușește să preia controlul asupra insulei Pernik. El o salvează pe Syrinx, permițându-i echipajului de pe Oenone să o găsească (și dându-i un mesaj pe care să îl ducă pe Jupiter), apoi cauzează distrugerea insulei, omorând toți posedații de pe ea.
Plecarea lui Laton de pe Lalonde a fost observată de un reporter. În câteva zile, jumătate din Confederație știe că acesta a revenit și se instituie o carantină care să împiedice răspândirea virusului acestuia.
Pe Seninătate, datele culese din artefactul Laymil revelează că reședința lor din sistemul Mirchusko (care nu pare să mai existe) a fost afectată de o 'disfuncție a realității', declanșată de 'tragedia cercetărilor despre esența morții'. Datele indică un nor roșu de origine necunoscută care a acoperit lumea laymililor.
Pe Lalonde, posedații se apropie de Durringham. Pe măsură ce avansează, un ciudat nor roșu se formează deasupra centrelor de activitate a posedaților. Ralph Hiltch și Kelven Solanki își evacuează personalul de pe planetă. Echipa lui Hiltch reușește să captureze un posedat înainte de a pleca (posedat care controlează corpul lui Gerald Skibbow din Aberdale). Raportul lui Solanki ajunge la Marina Confederației, care organizează o flotă pentru a pune Lalonde în carantină.
Pe Norfolk, Quinn Dexter reușește să recapete controlul propriului corp, hrănindu-și posesorul cu imagini ale activității sale depravate ca satanist, până când acesta începe să se comporte ca el și intră într-o stare catatonică. Întărit cu puterile energetice ale fostului său posesor, Dexter reorganizează posedații pentru a prelua controlul asupra planetei.
Alți posedați ajung în habitatul bitek independent Valisk din sistemul Srinagar și încep posedarea locuitorilor, ca preludiu la preluarea controlului asupra întregului habitat. Ei sunt conduși de Kiera, care a posedat trupul lui Marie Skibbow din Aberdale. Dariat, unul dintre copiii lui Rubra, geniul excentric care a fondat Valisk și și-a transferat personalitatea în habitat în momentul morții, sesizează activitatea posedaților și se oferă să îi ajute, pentru a se răzbuna pe manipulatorul său strămoș. Cunoștințele sale despre tehnicile de supraviețuire și evadare din habitat se dovedesc neprețuite pentru posedați. Ei îl ucid și îi călăuzesc sufletul într-un corp nou care îi conferă aceleași puteri ca ale lor.
Personalul ambasadei Kulu ajunge pe Ombey, cea mai apropiată colonie de Lalonde. Dar când prizonierul lor este scos din tau-zero (o metodă care reduce mișcările energetice la zero, practic înghețând timpul), ei descoperă că spiritul care poseda corpul a fugit, lăsând în urma lui trupul traumatizat al lui Gerald Skibbow. Prințesa Kirsten Saldana, membra familiei Saldana responsabilă cu Ombey, este forțată să declare stare de urgență când se dovedește că trei dintre membrii personalului ambasadei au fost posedați și că au început să răspândească posedarea pe planetă. Ralph Hiltch este adus pentru a-și oferi ajutorul.
Lady MacBeth ajunge în Seninătate în același moment în care reprezentanții guvernului de pe Lalonde formează o flotă de mercenari care să salveze planeta. Dornic să își protejeze investiția, Calvert se oferă voluntar să însoțească flota. Ajunsă pe Lalonde (care e acoperită în mare parte de un nor roșu), ea începe debarcarea trupelor, dar multe echipe sunt posedate imediat și revin pe orbită. Când navele Marinei Confederației ajung pentru a realiza blocada planetei, începe o adevărată bătălie spațială cu navele posedaților. Echipa mercenarilor de pe Lady MacBeth scapă de posedare și reușește să ia un prizonier al cărui posesor se numește Shaun Wallace. Acesta le spune că norul roșu va ascunde Lalonde de univers și le împărtășește că posedații aud urletele celor care încă se află în 'lumea de dincolo' și din care vor cu disperare să scape. Odată ce norul va înconjura în întregime Lalonde, voința combinată a posedaților va muta planeta, la care nu vor mai ajunge urletele celor care doresc un corp.
Echipa mercenarilor ajunge la o așezare a extratereștrilor tyrathca. Xenocii sunt foarte agitați din cauza noii-abilități a oamenilor și au construit o statuie Zeului lor Adormit, care va veni să îi salveze. Un reporter care însoțește misiunea, Kelly Tirrel, ia imagini ale statuii și aduce la lumină faptul că nu se cunoaște ca tyrathca să aibă un zeu, datorită lipsei lor de imaginație. Mergând mai departe, ei îi găsesc pe Părintele Elwes și pe copiii din Aberdale ascunși în savană. Aranjând ca Lady MacBeth să îi ia de acolo, echipa de mercenari se sacrifică luptând împotriva posedaților care s-au deghizat în cavaleri cu armuri strălucitoare, dându-le astfel timp copiilor, lui Elwes și lui Kelly să plece.
Se descoperă un mesaj ascuns în cererea de ajutor pe care Alkad Mzu i-a făcut-o căpitanului Meyer de pe Udat, căruia i-a oferit o sumă uriașă de bani ca să o ajute să plece din Seninătate. Meyer acceptă ca Udat să facă o săritură într-o gaură de vierme în interiorul Seninătății. Mzu ajunge la locul de întâlnire, dar subestimează capacitatea și puterea Seninătății de a-și impune dorința prin intermediul afinității. Udat e nevoită să sară înapoi cu Mzu atârnând periculos agățată de șoimul negru.
Povestea continuă în Alchimistul neutronic.

## Opinii critice
Publishers Weekly consideră Disfuncția realității „o lectură minunată, marcată de o imaginație debordantă și decoruri de excepție”, iar Herald Tribune îl cataloghează drept „unul dintre romanele cele mai plăcute și mai pline de prospețime din science fiction după foarte mult timp [...] o fuziune cyberpunk între Apocalipsa lui Stephen King și Fundația lui Isaac Asimov”. SFRevu merge mai departe și afirmă: „Ce a reușit Asimov pentru robotică reușește Hamilton pentru ingineria genetică [...] În privința scenelor de acțiune, a bătăliilor spațiale și a tehnologiilor folosite în zborurile interstelare, Hamilton îi depășește pe toți autorii de SF”.
Analog Science Fiction Magazine apreciază „personajele complexe, intrigile variate și tehnologia originale utilizate creează o lume credibilă care-l absoarbe pe cititor și-l poartă în viitor”, în timp ce Interzone afirmă: „Cititorii sunt invitați pur și simplu să se scalde în măreția universului inventat de [Hamilton], regăsind acel «sense of wonder» pe care toți îl așteptăm din partea SF-ului de cea mai bună calitate”.